# Eugène de Ligne (1893-1960)
Eugène Frederic Marie Lamoral de Ligne (Breuilpont, 10 augustus 1893 - Belœil, 26 juni 1960), de 11de prins de Ligne, was diplomaat en ambassadeur voor België. Hij was de zoon van Ernest de Ligne, de 10de prins, en van Diane de Cossé-Brissac uit Parijs (1869-1950).

## Diplomaat
De Ligne studeerde filosofie aan de Facultés Universitaires Saint-Louis te Brussel. Tijdens de Eerste Wereldoorlog diende hij vier jaar in de loopgraven. In 1920 slaagde hij in het examen voor diplomaat. Hij diende achtereenvolgens in Boekarest, Parijs, Madrid, Londen en Washington D.C.. Vanaf 1925 ondernam hij verschillende reizen naar Congo. Hij richtte er, samen met zijn familie, de ontwikkelingsmaatschappij Linea op, die vooral actief was op het eiland Idjwi in het Kivumeer.
Na het overlijden van zijn vader in 1937 werd hij de 11de prins van Ligne. Na zijn deelname in het begin van de Tweede Wereldoorlog in 1940 werd het kasteel van Belœil ingericht als opvangcentrum voor behoeftige kinderen, waaronder zich ook - in het geheim - joodse kinderen bevonden.
Na de oorlog werd hij ambassadeur in India (1947-1951) en Spanje (1951-1958).

## Eerbewijzen
Na de Tweede Wereldoorlog kreeg De Ligne de Medal of Freedom. In 1954 benoemde Otto van Habsburg-Lotharingen hem tot ridder in de Oostenrijkse Orde van het Gulden Vlies. Postuum, in 1975, ontving De Ligne samen met zijn echtgenote die toen nog in leven was een Yad Vashem onderscheiding als Rechtvaardige onder de Volkeren.

## Huwelijk en kinderen
Op 28 februari 1917 huwde De Ligne te Parijs met Philippine de Noailles (1898-1991), de dochter van François Joseph Eugène Napoléon de Noailles (1866-1900), de 10de prins van Poix en Madeleine Marie Isabelle Dubois de Courval (1870-1944). Zij kregen vier kinderen onder wie:
- Baudouin 12de prins de Ligne (1918-1985)
- Yolande prinses de Ligne (1923), gehuwd met Karel Lodewijk van Oostenrijk
- Antoine 13de prins de Ligne (1925-2005), gehuwd met Alix van Luxemburg